# Bogdan Augustyniak

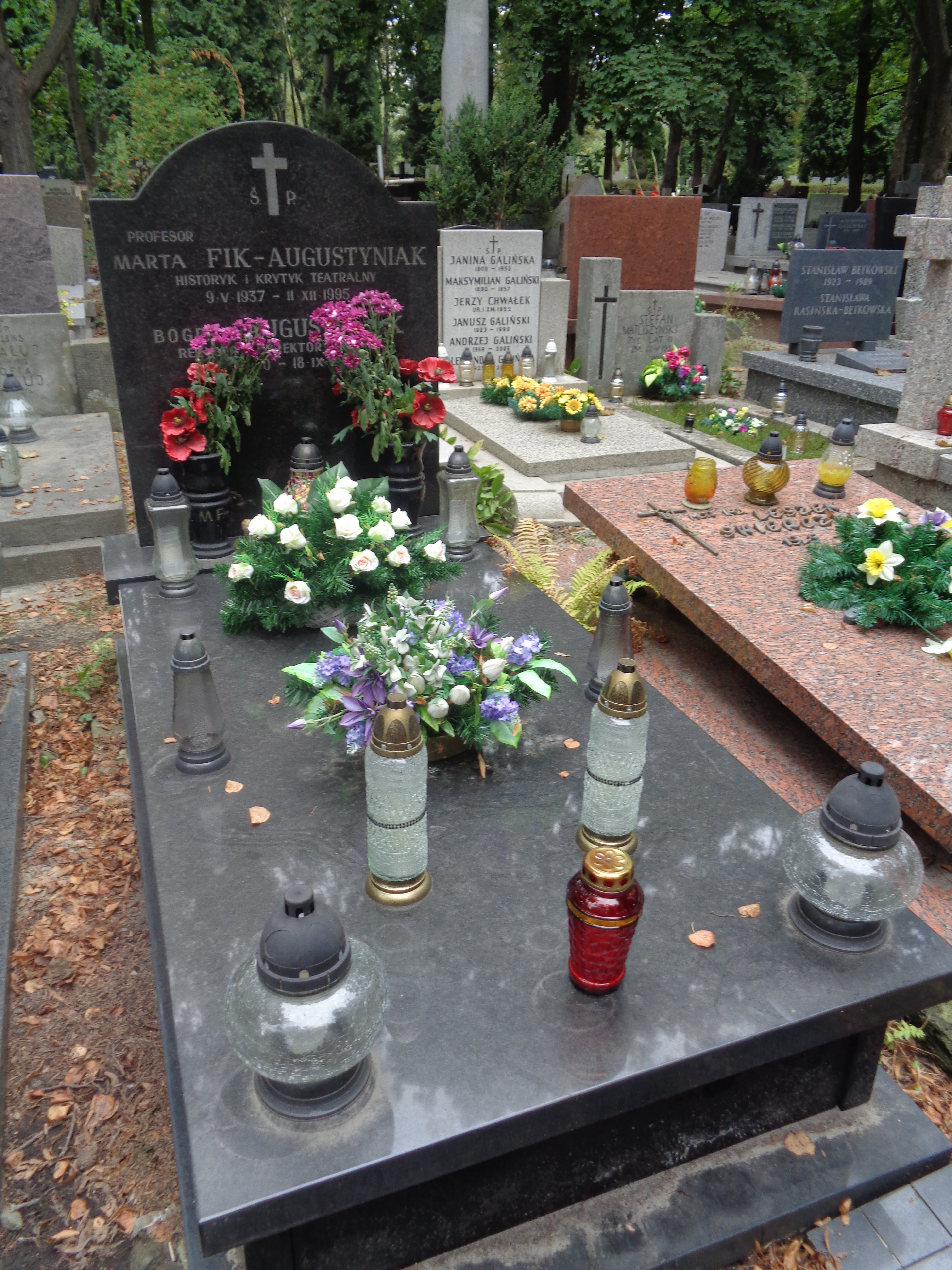
Grób Bogdana Augustyniaka na Cmentarzu Wojskowym na Powązkach

Bogdan Wojciech Augustyniak (ur. 30 stycznia 1940 w Wojkowicach, zm. 18 września 2006 w Warszawie) – polski reżyser teatralny, radiowy i telewizyjny, dyrektor teatrów.

## Życiorys
Ukończył historię sztuki na Uniwersytecie Warszawskim, a następnie reżyserię w dzisiejszej Akademii Teatralnej.
Od 1982 był dyrektorem Teatru im. Stefana Żeromskiego w Kielcach, który pod jego kierownictwem w tym trudnym politycznie i gospodarczo okresie zyskał sobie opinię jednej z najciekawszych scen kraju. Od 1991 do swojej śmierci był dyrektorem Teatru na Woli w Warszawie. Był współzałożycielem Stowarzyszenia Dyrektorów Teatrów i od początku jego istnienia członkiem zarządu. Był też przewodniczącym Wolskiej Rady Kultury. Współpracował z Teatrem Telewizji.
W Teatrze na Woli wystawiał m.in. „Nosorożca” Eugène’a Ionesco (1991), „Króla Nikodema” Ferdynanda Goetla (1991), „Fedrę” Jeana Baptiste’a Racine’a (1993), „Kościuszkę pod Racławicami” Władysława Ludwika Anczyca (1994), „Cud na Greenpoincie” Edwarda Redlińskiego (1996), „Pierwszą młodość” Christiana Guidicellego (1997) „Cenę” Arthura Millera (1999), „Rozmowę w domu Państwa Stein o nieobecnym panu von Goethe” Petera Hacksa (2001), „Panienkę z Tacny” Mario Vargasa Llosy (2000), „Czuwanie” Morrisa Panycha (2004). Ostatnią jego pracą reżyserską była „Grace i Gloria” Toma Zieglera (2006).
Jego żoną była Marta Fik. Jest pochowany na Cmentarzu Wojskowym na Powązkach kwatera A II rząd 12 grób 9.

## Odznaczenia
- Krzyż Kawalerski Orderu Odrodzenia Polski – 2006, pośmiertnie[3]